# Железнодорожная линия Торнякалнс — Тукумс II
Железнодорожная линия Торнякалнс — Тукумс II — электрифицированная железнодорожная линия протяжённостью 65 километров, ранее являвшаяся частью Риго-Орловской железной дороги. Одна из старейших железнодорожных линий Латвии.

## История

#### Строительство и начало эксплуатации

Электропоезд ЭР-2 на участке Кемери — Смарде

В 1872 году российское Министерство путей сообщения, проводившее политику благоприятствования, стало подыскивать частных инвесторов, готовых вложить средства в строительство новых железных дорог в Остзейском крае. На следующий год рижскому городскому голове Александру Фальтину была дарована концессия на создание Общества Риго-Туккумской железной дороги. Работы были начаты в 1875 году, движение по однопутному 58-километровому участку открывалось поэтапно.
Темпы строительства были приторможены необходимостью строительства железнодорожного моста через реку Лиелупе и заботами об укреплении страдавшего от весенних паводков берега. В дальнейшем линия перешла в государственное пользование и в 1895 году была включена в состав Риго-Орловской железной дороги. В 1911 году до станции Слока был проложен второй путь, разобранный в годы Первой мировой войны.

#### Послевоенное и современное устройство
Пострадавшая во время войны железная дорога была частично восстановлена к 1922 году, но основные работы продолжались до середины 1930-х годов.
В годы советской власти Юрмальское направление стало одним из самых популярных. Пассажиропоток увеличивался с каждым годом, что было связано с активным ростом Юрмалы, ставшей «Всесоюзной здравницей», появлением новых пансионатов, домов отдыха и летних пионерских лагерей.
В 1950 году был электрифицирован участок Рига — Дубулты, в 1951 году он был продлён до станции Кемери, а в 1966 году до Тукумса.

43-й км железнодорожной линии Торнякалнс — Тукумс II

## Станции и остановочные пункты
Из двадцати пяти станций и остановочных пунктов, шесть находятся в Риге, одна в посёлке Бабите, четырнадцать в Юрмале, две в Энгурском крае и две в Тукумсе. От Риги до станции Тукумс II электропоезд идёт 1 час 23 минуты.
Станции (24):
Рига: Торнякалнс, Засулаукс,Депо Засулаукс, Золитуде, Иманта
Бабите: Бабите
Юрмала: Приедайне, Лиелупе, Булдури, Дзинтари, Майори, Дубулты, Яундубулты, Пумпури, Меллужи, Асари, Вайвари, Слока, Кудра, Кемери
Энгурский край: Смарде, Милзкалне
Тукумс: Тукумс I, Тукумс II

## Закрытые станции и остановочные пункты
Авоты, 56 км